# Gelbgesichthufeisennase
Die Gelbgesichthufeisennase (Rhinolophus virgo) ist eine auf den Philippinen heimische Fledermausart und gehört zur Familie der Hufeisennasen. Sie ist eng mit der Sulawesi-Hufeisennase (Rhinolophus celebensis) verwandt.
Das Verbreitungsgebiet erstreckt sich auf die Inseln Batan, Busuanga, Catanduanes, Cebu, Jolo, Leyte, Luzon, Maripipi, Mindanao, Negros, Palawan und Sibuyan.
Die Gelbgesichthufeisenname wurde mehrmals in Höhlen gefangen und einmal in einem hohlen Baum. Der Fundort befand sich im auf 925 bis 1100 m Höhe gelegenen Regenwald. Ein Exemplar aus den Kitangladbergen auf Mindanao hatte eine Länge von 73 mm, eine Schwanzlänge von 23 mm, eine Hinterfußlänge von 8 mm, eine Ohrlänge von 19 mm, eine Vorderarmlänge von 38 mm und ein Gewicht von 6 g.

## Weblink
- Rhinolophus virgo in der Roten Liste gefährdeter Arten der IUCN 2013.2. Eingestellt von: Ong, P., Rosell-Ambal, G. & Tabaranza, B., 2008. Abgerufen am 28. Dezember 2013.